# Hearts of Iron
Hearts of Iron est un jeu vidéo de grande stratégie distribué sur PC Windows par Strategy First en 2002 et développé par Paradox Development Studio, qui a pour thème la Seconde Guerre mondiale.
Ce jeu permet de prendre le contrôle d'une nation parmi celles qui existaient durant la Seconde Guerre mondiale. Une suite, Hearts of Iron II, est sortie en janvier 2005 apportant des changements à l'arbre technologique et au gameplay et une nouvelle suite, Hearts of Iron III, est sortie en août 2009. En juin 2016 est sorti Hearts of Iron IV.

## Système de jeu
Hearts of Iron est basé sur le moteur d'Europa Universalis, mais présente plusieurs changements :
- un arbre des technologies divisé en 14 sections (infanterie, artillerie, industrie, unités blindées, marine etc.), avec des dizaines de technologies à rechercher dans chaque section et la possibilité de personnaliser des unités ;
- un modèle économique basé sur quatre ressources naturelles : charbon, acier, caoutchouc, et pétrole desquelles dépendent les forces armées et l'industrie ;
- de nombreux chefs militaires et politiques à choisir ;
- une variété d'unités militaires, allant des milices coloniales aux armes nucléaires ;
- un modèle météorologique, affectant les déplacements et l'efficacité au combat des unités.

Le jeu consiste à faire survivre sa nation durant la Seconde Guerre mondiale, et le joueur peut causer ou être témoin d'évènements différents de ceux qui se sont historiquement passés.
Il y a trois principales alliances dans le jeu, les Alliés, l'Axe, et l'Internationale communiste, le joueur pouvant en rejoindre une. La partie prend fin lorsqu'il ne reste plus qu'une seule alliance ou bien à la date du 30 décembre 1947 à minuit, et l'alliance vainqueure est déterminée à partir d'un système de points de victoire, attribuant des points aux alliances qui contrôlent les villes et les régions importantes.

## Censure
Le jeu a été interdit en république populaire de Chine car le jeu décrit le Tibet, le Xinjiang, la Mandchourie en pays indépendants et Taïwan sous contrôle japonais. Paradox Interactive maintient que le jeu est historiquement précis, et qu'il représente aussi bien les « temps difficiles » que la Chine a enduré que les chances incroyables que la république populaire de Chine a eu pour surmonter la guerre civile chinoise.

## Accueil
| Hearts of Iron        |      |       |
| Média                 | Pays | Notes |
| Computer Gaming World | US   | 3.5/5 |
| Gamekult              | FR   | 7/10  |
| GameSpot              | US   | 70 %  |
| Jeux vidéo Magazine   | FR   | 14/20 |
| Jeuxvideo.com         | FR   | 16/20 |
| Joystick              | FR   | 6/10  |
| PC Gamer UK           | GB   | 54 %  |
| PC Gamer US           | US   | 90 %  |